# Qualificazioni al campionato mondiale di calcio 2002 - CAF
Sono elencate di seguito le date e i risultati della zona africana (CAF) per le qualificazioni al mondiale del 2002.

## Formula
51 membri FIFA si contendono i 5 posti messi a disposizione per la fase finale. Prima che si effettui il sorteggio il  Burundi si ritira;  Niger e  Comore non partecipano. La  Guinea viene esclusa dalle competizioni durante lo svolgimento del secondo turno.
Le qualificazioni si dividono in due turni:
- Primo turno - 50 squadre, divise in 5 gruppi, giocano playoff con partite di andata e ritorno; le vincenti si qualificano al secondo turno.
- Secondo turno - 25 squadre, divise in 5 gruppi di qualificazione, con partite di andata e ritorno; la vincente del girone si qualifica alla fase finale.

## Primo turno

### Gruppo A
| Data           | Luogo      | Squadra 1  | Risultato | Squadra 2  |
| -------------- | ---------- | ---------- | --------- | ---------- |
| 7 aprile 2000  | Nouakchott | Mauritania | 1 - 2     | Tunisia    |
| 22 aprile 2000 | Tunisi     | Tunisia    | 3 - 0     | Mauritania |

| Data           | Luogo  | Squadra 1     | Risultato | Squadra 2     |
| -------------- | ------ | ------------- | --------- | ------------- |
| 8 aprile 2000  | Bissau | Guinea-Bissau | 0 - 0     | Togo          |
| 23 aprile 2000 | Lomé   | Togo          | 3 - 0     | Guinea-Bissau |

| Data           | Luogo  | Squadra 1  | Risultato | Squadra 2  |
| -------------- | ------ | ---------- | --------- | ---------- |
| 9 aprile 2000  | Praia  | Capo Verde | 0 - 0     | Algeria    |
| 21 aprile 2000 | Annaba | Algeria    | 2 - 0     | Capo Verde |

| Data           | Luogo   | Squadra 1 | Risultato | Squadra 2 |
| -------------- | ------- | --------- | --------- | --------- |
| 9 aprile 2000  | Cotonou | Benin     | 1 - 1     | Senegal   |
| 23 aprile 2000 | Dakar   | Senegal   | 1 - 0     | Benin     |

| Data           | Luogo      | Squadra 1 | Risultato | Squadra 2 |
| -------------- | ---------- | --------- | --------- | --------- |
| 9 aprile 2000  | Bacău      | Gambia    | 0 - 1     | Marocco   |
| 22 aprile 2000 | Casablanca | Marocco   | 2 - 0     | Gambia    |

 Tunisia,  Togo,  Algeria,  Senegal e  Marocco qualificati.

### Gruppo B
| Data           | Luogo        | Squadra 1  | Risultato | Squadra 2  |
| -------------- | ------------ | ---------- | --------- | ---------- |
| 8 aprile 2000  | Antananarivo | Madagascar | 2 - 0     | Gabon      |
| 22 aprile 2000 | Libreville   | Gabon      | 1 - 0     | Madagascar |

| Data           | Luogo    | Squadra 1 | Risultato | Squadra 2 |
| -------------- | -------- | --------- | --------- | --------- |
| 8 aprile 2000  | Gaborone | Botswana  | 0 - 1     | Zambia    |
| 22 aprile 2000 | Lusaka   | Zambia    | 1 - 0     | Botswana  |

| Data           | Luogo   | Squadra 1 | Risultato | Squadra 2 |
| -------------- | ------- | --------- | --------- | --------- |
| 9 aprile 2000  | Lobamba | eSwatini  | 0 - 1     | Angola    |
| 23 aprile 2000 | Luanda  | Angola    | 7 - 1     | eSwatini  |

| Data           | Luogo        | Squadra 1 | Risultato | Squadra 2 |
| -------------- | ------------ | --------- | --------- | --------- |
| 9 aprile 2000  | Maseru       | Lesotho   | 0 - 1     | Sudafrica |
| 22 aprile 2000 | Bloemfontein | Sudafrica | 2 - 0     | Lesotho   |

| Data           | Luogo    | Squadra 1 | Risultato | Squadra 2 |
| -------------- | -------- | --------- | --------- | --------- |
| 9 aprile 2000  | Omdurman | Sudan     | 1 - 0     | Mozambico |
| 23 aprile 2000 | Maputo   | Mozambico | 2 - 1     | Sudan     |

 Madagascar,  Zambia,  Angola,  Sudafrica e  Sudan qualificati.

### Gruppo C
| Data           | Luogo    | Squadra 1           | Risultato | Squadra 2           |
| -------------- | -------- | ------------------- | --------- | ------------------- |
| 8 aprile 2000  | São Tomé | São Tomé e Príncipe | 2 - 0     | Sierra Leone        |
| 22 aprile 2000 | Freetown | Sierra Leone        | 4 - 0     | São Tomé e Príncipe |

| Data           | Luogo  | Squadra 1          | Risultato | Squadra 2          |
| -------------- | ------ | ------------------ | --------- | ------------------ |
| 8 aprile 2000  | Bangui | Rep. Centrafricana | 0 - 1     | Zimbabwe           |
| 23 aprile 2000 | Harare | Zimbabwe           | 3 - 1     | Rep. Centrafricana |

| Data           | Luogo   | Squadra 1      | Risultato | Squadra 2      |
| -------------- | ------- | -------------- | --------- | -------------- |
| 9 aprile 2000  | Kigali  | Ruanda         | 2 - 2     | Costa d'Avorio |
| 23 aprile 2000 | Abidjan | Costa d'Avorio | 2 - 0     | Ruanda         |

| Data           | Luogo        | Squadra 1          | Risultato | Squadra 2          |
| -------------- | ------------ | ------------------ | --------- | ------------------ |
| 9 aprile 2000  | Malabo       | Guinea Equatoriale | 1 - 3     | Rep. del Congo     |
| 23 aprile 2000 | Pointe-Noire | Rep. del Congo     | 2 - 1     | Guinea Equatoriale |

| Data           | Luogo   | Squadra 1 | Risultato | Squadra 2 |
| -------------- | ------- | --------- | --------- | --------- |
| 9 aprile 2000  | Tripoli | Libia     | 3 - 0     | Mali      |
| 23 aprile 2000 | Bamako  | Mali      | 3 - 1     | Libia     |

 Sierra Leone,  Zimbabwe,  Costa d'Avorio,  Rep. del Congo e  Libia qualificati.

### Gruppo D
| Data           | Luogo    | Squadra 1    | Risultato | Squadra 2    |
| -------------- | -------- | ------------ | --------- | ------------ |
| 7 aprile 2000  | Gibuti   | Gibuti       | 1 - 1     | RD del Congo |
| 23 aprile 2000 | Kinshasa | RD del Congo | 9 - 1     | Gibuti       |

| Data           | Luogo    | Squadra 1  | Risultato | Squadra 2  |
| -------------- | -------- | ---------- | --------- | ---------- |
| 8 aprile 2000  | Victoria | Seychelles | 1 - 1     | Namibia    |
| 22 aprile 2000 | Windhoek | Namibia    | 3 - 0     | Seychelles |

| Data           | Luogo  | Squadra 1 | Risultato | Squadra 2 |
| -------------- | ------ | --------- | --------- | --------- |
| 9 aprile 2000  | Asmara | Eritrea   | 0 - 0     | Nigeria   |
| 22 aprile 2000 | Lagos  | Nigeria   | 4 - 0     | Eritrea   |

| Data           | Luogo   | Squadra 1 | Risultato | Squadra 2 |
| -------------- | ------- | --------- | --------- | --------- |
| 19 aprile 2000 | Yaoundé | Somalia   | 0 - 3     | Camerun   |
| 23 aprile 2000 | Yaoundé | Camerun   | 3 - 0     | Somalia   |

| Data           | Luogo                | Squadra 1 | Risultato | Squadra 2 |
| -------------- | -------------------- | --------- | --------- | --------- |
| 9 aprile 2000  | Il Cairo             | Mauritius | 0 - 2     | Egitto    |
| 23 aprile 2000 | Alessandria d'Egitto | Egitto    | 4 - 2     | Mauritius |

 RD del Congo,  Namibia,  Nigeria,  Camerun e  Egitto qualificati.

### Gruppo E
| Data           | Luogo    | Squadra 1 | Risultato | Squadra 2 |
| -------------- | -------- | --------- | --------- | --------- |
| 8 aprile 2000  | Blantyre | Malawi    | 2 - 0     | Kenya     |
| 22 aprile 2000 | Nairobi  | Kenya     | 0 - 0     | Malawi    |

| Data           | Luogo  | Squadra 1 | Risultato | Squadra 2 |
| -------------- | ------ | --------- | --------- | --------- |
| 8 aprile 2000  | Arusha | Tanzania  | 0 - 1     | Ghana     |
| 23 aprile 2000 | Accra  | Ghana     | 3 - 2     | Tanzania  |

| Data           | Luogo   | Squadra 1 | Risultato | Squadra 2 |
| -------------- | ------- | --------- | --------- | --------- |
| 8 aprile 2000  | Kampala | Uganda    | 4 - 4     | Guinea    |
| 23 aprile 2000 | Conakry | Guinea    | 3 - 0     | Uganda    |

| Data           | Luogo       | Squadra 1    | Risultato | Squadra 2    |
| -------------- | ----------- | ------------ | --------- | ------------ |
| 9 aprile 2000  | Addis Abeba | Etiopia      | 2 - 1     | Burkina Faso |
| 23 aprile 2000 | Ouagadougou | Burkina Faso | 3 - 0     | Etiopia      |

| Data           | Luogo     | Squadra 1 | Risultato | Squadra 2 |
| -------------- | --------- | --------- | --------- | --------- |
| 9 aprile 2000  | N'Djamena | Ciad      | 0 - 1     | Liberia   |
| 23 aprile 2000 | Monrovia  | Liberia   | 0 - 0     | Ciad      |

 Malawi,  Ghana,  Guinea,  Burkina Faso e  Liberia qualificati.

## Secondo turno

### Gruppo 1
| Data             | Luogo    | Squadra 1 | Risultato | Squadra 2 |
| ---------------- | -------- | --------- | --------- | --------- |
| 18 giugno 2000   | Luanda   | Angola    | 2 - 1     | Zambia    |
| 18 giugno 2000   | Tripoli  | Libia     | 0 - 3     | Camerun   |
| 8 luglio 2000    | Lusaka   | Zambia    | 2 - 0     | Togo      |
| 9 luglio 2000    | Yaoundé  | Camerun   | 3 - 0     | Angola    |
| 21 gennaio 2001  | Luanda   | Angola    | 3 - 1     | Libia     |
| 28 gennaio 2001  | Lomé     | Togo      | 0 - 2     | Camerun   |
| 23 febbraio 2001 | Bengasi  | Libia     | 3 - 3     | Togo      |
| 25 febbraio 2001 | Yaoundé  | Camerun   | 1 - 0     | Zambia    |
| 10 marzo 2001    | Chingola | Zambia    | 2 - 0     | Libia     |
| 11 marzo 2001    | Lomé     | Togo      | 1 - 1     | Angola    |
| 21 aprile 2001   | Lusaka   | Zambia    | 1 - 1     | Angola    |
| 22 aprile 2001   | Yaoundé  | Camerun   | 1 - 0     | Libia     |
| 6 maggio 2001    | Lomé     | Togo      | 3 - 2     | Zambia    |
| 6 maggio 2001    | Luanda   | Angola    | 2 - 0     | Camerun   |
| 29 giugno 2001   | Tripoli  | Libia     | 1 - 1     | Angola    |
| 1º luglio 2001   | Yaoundé  | Camerun   | 2 - 0     | Togo      |
| 14 luglio 2001   | Lusaka   | Zambia    | 2 - 2     | Camerun   |
| 15 luglio 2001   | Lomé     | Togo      | 2 - 0     | Libia     |
| 27 luglio 2001   | Tripoli  | Libia     | 2 - 4     | Zambia    |
| 29 luglio 2001   | Luanda   | Angola    | 1 - 1     | Togo      |

| Pos | Squadra | Pti | G | V | N | P | GF | GS | DR  |
| --- | ------- | --- | - | - | - | - | -- | -- | --- |
| 1   | Camerun | 19  | 8 | 6 | 1 | 1 | 14 | 4  | +10 |
| 2   | Angola  | 13  | 8 | 3 | 4 | 1 | 11 | 9  | +2  |
| 3   | Zambia  | 11  | 8 | 3 | 2 | 3 | 14 | 11 | +3  |
| 4   | Togo    | 9   | 8 | 2 | 3 | 3 | 10 | 13 | -3  |
| 5   | Libia   | 2   | 8 | 0 | 2 | 6 | 7  | 19 | -12 |

 Camerun qualificato.

### Gruppo 2
| Data             | Luogo         | Squadra 1    | Risultato | Squadra 2    |
| ---------------- | ------------- | ------------ | --------- | ------------ |
| 17 giugno 2000   | Lagos         | Nigeria      | 2 - 0     | Sierra Leone |
| 18 giugno 2000   | Omdurman      | Sudan        | 2 - 0     | Liberia      |
| 8 luglio 2000    | Accra         | Ghana        | 5 - 0     | Sierra Leone |
| 9 luglio 2000    | Monrovia      | Liberia      | 2 - 1     | Nigeria      |
| 27 gennaio 2001  | Port Harcourt | Nigeria      | 3 - 0     | Sudan        |
| 28 gennaio 2001  | Accra         | Ghana        | 1 - 3     | Liberia      |
| 25 febbraio 2001 | Khartoum      | Sudan        | 1 - 0     | Ghana        |
| 25 febbraio 2001 | Monrovia      | Liberia      | 1 - 0     | Sierra Leone |
| 10 marzo 2001    | Freetown      | Sierra Leone | 0 - 2     | Sudan        |
| 11 marzo 2001    | Accra         | Ghana        | 0 - 0     | Nigeria      |
| 21 aprile 2001   | Freetown      | Sierra Leone | 1 - 0     | Nigeria      |
| 22 aprile 2001   | Monrovia      | Liberia      | 2 - 0     | Sudan        |
| 5 maggio 2001    | Port Harcourt | Nigeria      | 2 - 0     | Liberia      |
| 5 maggio 2001    | Freetown      | Sierra Leone | 1 - 1     | Ghana        |
| 1º luglio 2001   | Monrovia      | Liberia      | 1 - 2     | Ghana        |
| 1º luglio 2001   | Omdurman      | Sudan        | 0 - 4     | Nigeria      |
| 14 luglio 2001   | Freetown      | Sierra Leone | 0 - 1     | Liberia      |
| 15 luglio 2001   | Accra         | Ghana        | 1 - 0     | Sudan        |
| 29 luglio 2001   | Port Harcourt | Nigeria      | 3 - 0     | Ghana        |
| 29 luglio 2001   | Omdurman      | Sudan        | 3 - 0     | Sierra Leone |

| Pos | Squadra      | Pti | G | V | N | P | GF | GS | DR  |
| --- | ------------ | --- | - | - | - | - | -- | -- | --- |
| 1   | Nigeria      | 16  | 8 | 5 | 1 | 2 | 15 | 3  | +12 |
| 2   | Liberia      | 15  | 8 | 5 | 0 | 3 | 10 | 8  | +2  |
| 3   | Sudan        | 12  | 8 | 4 | 0 | 4 | 8  | 10 | +2  |
| 4   | Ghana        | 11  | 8 | 3 | 2 | 3 | 10 | 9  | +1  |
| 5   | Sierra Leone | 4   | 8 | 1 | 1 | 6 | 2  | 15 | -13 |

 Nigeria qualificata.

### Gruppo 3
| Data             | Luogo                | Squadra 1 | Risultato | Squadra 2 |
| ---------------- | -------------------- | --------- | --------- | --------- |
| 16 giugno 2000   | Annaba               | Algeria   | 1 - 1     | Senegal   |
| 17 giugno 2000   | Windhoek             | Namibia   | 0 - 0     | Marocco   |
| 9 luglio 2000    | Casablanca           | Marocco   | 2 - 1     | Algeria   |
| 9 luglio 2000    | Dakar                | Senegal   | 0 - 0     | Egitto    |
| 26 gennaio 2001  | Algeri               | Algeria   | 1 - 0     | Namibia   |
| 28 gennaio 2001  | Il Cairo             | Egitto    | 0 - 0     | Marocco   |
| 24 febbraio 2001 | Windhoek             | Namibia   | 1 - 1     | Egitto    |
| 24 febbraio 2001 | Rabat                | Marocco   | 0 - 0     | Senegal   |
| 10 marzo 2001    | Dakar                | Senegal   | 4 - 0     | Namibia   |
| 11 marzo 2001    | Il Cairo             | Egitto    | 5 - 2     | Algeria   |
| 21 aprile 2001   | Dakar                | Senegal   | 3 - 0     | Algeria   |
| 21 aprile 2001   | Rabat                | Marocco   | 3 - 0     | Namibia   |
| 4 maggio 2001    | Algeri               | Algeria   | 1 - 2     | Marocco   |
| 6 maggio 2001    | Il Cairo             | Egitto    | 1 - 0     | Senegal   |
| 30 giugno 2001   | Windhoek             | Namibia   | 0 - 4     | Algeria   |
| 30 giugno 2001   | Rabat                | Marocco   | 1 - 0     | Egitto    |
| 13 luglio 2001   | Alessandria d'Egitto | Egitto    | 8 - 2     | Namibia   |
| 14 luglio 2001   | Dakar                | Senegal   | 1 - 0     | Marocco   |
| 21 luglio 2001   | Windhoek             | Namibia   | 0 - 5     | Senegal   |
| 21 luglio 2001   | Annaba               | Algeria   | 1 - 1     | Egitto    |

| Pos | Squadra | Pti | G | V | N | P | GF | GS | DR  |
| --- | ------- | --- | - | - | - | - | -- | -- | --- |
| 1   | Senegal | 15  | 8 | 4 | 3 | 1 | 14 | 2  | +12 |
| 2   | Marocco | 15  | 8 | 4 | 3 | 1 | 8  | 3  | +5  |
| 3   | Egitto  | 13  | 8 | 3 | 4 | 1 | 16 | 7  | +9  |
| 4   | Algeria | 8   | 8 | 2 | 2 | 4 | 11 | 14 | -3  |
| 5   | Namibia | 2   | 8 | 0 | 2 | 6 | 3  | 26 | -23 |

 Senegal qualificato.

### Gruppo 4
| Data             | Luogo        | Squadra 1      | Risultato | Squadra 2      |
| ---------------- | ------------ | -------------- | --------- | -------------- |
| 17 giugno 2000   | Antananarivo | Madagascar     | 3 - 0     | RD del Congo   |
| 18 giugno 2000   | Abidjan      | Costa d'Avorio | 2 - 2     | Tunisia        |
| 8 luglio 2000    | Tunisi       | Tunisia        | 1 - 0     | Madagascar     |
| 9 luglio 2000    | Kinshasa     | RD del Congo   | 2 - 0     | Rep. del Congo |
| 27 gennaio 2001  | Antananarivo | Madagascar     | 1 - 3     | Costa d'Avorio |
| 28 gennaio 2001  | Pointe-Noire | Rep. del Congo | 1 - 2     | Tunisia        |
| 25 febbraio 2001 | Tunisi       | Tunisia        | 6 - 0     | RD del Congo   |
| 10 marzo 2001    | Kinshasa     | RD del Congo   | 1 - 2     | Costa d'Avorio |
| 22 aprile 2001   | Kinshasa     | RD del Congo   | 1 - 0     | Madagascar     |
| 22 aprile 2001   | Abidjan      | Costa d'Avorio | 2 - 0     | Rep. del Congo |
| 27 aprile 2001   | Pointe-Noire | Rep. del Congo | 2 - 0     | Madagascar     |
| 5 maggio 2001    | Antananarivo | Madagascar     | 0 - 2     | Tunisia        |
| 6 maggio 2001    | Pointe-Noire | Rep. del Congo | 1 - 1     | RD del Congo   |
| 20 maggio 2001   | Tunisi       | Tunisia        | 1 - 1     | Costa d'Avorio |
| 1º luglio 2001   | Tunisi       | Tunisia        | 6 - 0     | Rep. del Congo |
| 1º luglio 2001   | Abidjan      | Costa d'Avorio | 6 - 0     | Madagascar     |
| 15 luglio 2001   | Kinshasa     | RD del Congo   | 0 - 3     | Tunisia        |
| 15 luglio 2001   | Pointe-Noire | Rep. del Congo | 1 - 1     | Costa d'Avorio |
| 29 luglio 2001   | Antananarivo | Madagascar     | 1 - 0     | Rep. del Congo |
| 29 luglio 2001   | Abidjan      | Costa d'Avorio | 1 - 2     | RD del Congo   |

| Pos | Squadra        | Pti | G | V | N | P | GF | GS | DR  |
| --- | -------------- | --- | - | - | - | - | -- | -- | --- |
| 1   | Tunisia        | 20  | 8 | 6 | 2 | 0 | 23 | 4  | +19 |
| 2   | Costa d'Avorio | 15  | 8 | 4 | 3 | 1 | 18 | 8  | +10 |
| 3   | RD del Congo   | 10  | 8 | 3 | 1 | 4 | 7  | 16 | -9  |
| 4   | Madagascar     | 6   | 8 | 2 | 0 | 6 | 5  | 15 | -10 |
| 5   | Rep. del Congo | 5   | 8 | 1 | 2 | 5 | 5  | 15 | -10 |

 Tunisia qualificata.

### Gruppo 5
| Data             | Luogo        | Squadra 1    | Risultato | Squadra 2    |
| ---------------- | ------------ | ------------ | --------- | ------------ |
| 17 giugno 2000   | Blantyre     | Malawi       | 1 - 1     | Burkina Faso |
| 9 luglio 2000    | Harare       | Zimbabwe     | 0 - 2     | Sudafrica    |
| 27 gennaio 2001  | Rustenburg   | Sudafrica    | 1 - 0     | Burkina Faso |
| 24 febbraio 2001 | Ouagadougou  | Burkina Faso | 1 - 2     | Zimbabwe     |
| 25 febbraio 2001 | Blantyre     | Malawi       | 1 - 2     | Sudafrica    |
| 11 marzo 2001    | Harare       | Zimbabwe     | 2 - 0     | Malawi       |
| 21 aprile 2001   | Ouagadougou  | Burkina Faso | 4 - 2     | Malawi       |
| 5 maggio 2001    | Johannesburg | Sudafrica    | 2 - 1     | Zimbabwe     |
| 1º luglio 2001   | Ouagadougou  | Burkina Faso | 1 - 1     | Sudafrica    |
| 14 luglio 2001   | Durban       | Sudafrica    | 2 - 0     | Malawi       |
| 15 luglio 2001   | Harare       | Zimbabwe     | 1 - 0     | Burkina Faso |
| 28 luglio 2001   | Blantyre     | Malawi       | 0 - 1     | Zimbabwe     |

| Pos | Squadra      | Pti          | G            | V            | N            | P            | GF           | GS           | DR           |
| --- | ------------ | ------------ | ------------ | ------------ | ------------ | ------------ | ------------ | ------------ | ------------ |
| 1   | Sudafrica    | 16           | 6            | 5            | 1            | 0            | 10           | 3            | +7           |
| 2   | Zimbabwe     | 12           | 6            | 4            | 0            | 2            | 7            | 5            | +2           |
| 3   | Burkina Faso | 5            | 6            | 1            | 2            | 3            | 7            | 8            | -1           |
| 4   | Malawi       | 1            | 6            | 0            | 1            | 5            | 4            | 12           | -8           |
| -   | Guinea       | Squalificato | Squalificato | Squalificato | Squalificato | Squalificato | Squalificato | Squalificato | Squalificato |

 Sudafrica qualificato.

## Classifica marcatori
11 reti
- Ibrahima Bakayoko

8 reti
- El Hadji Diouf

6 reti
- Akwá

- Patrick Mboma

- Zoubeir Baya

5 reti
- Ngidi Yemweni
- Ziad Jaziri

- Ali Zitouni

- Peter Ndlovu

4 reti
- Abdeljalil Hadda
- Razundara Tjikuzu

- Victor Agali
- Nwankwo Kanu

- Shaun Bartlett
- Imed Mhedhebi

3 reti
- Mamadou Zongo
- Marc-Vivien Foé
- Samuel Eto'o
- Jason Mayélé
- Mohamed Barakat

- Abdul-Hamid Bassiouny
- Tarek El-Said
- Mohamed Farouk
- Charles Amoah
- Pascal Feindouno

- Abdul Kader Keïta
- Kelvin Sebwe
- Harry Randrianaivo
- James Moga
- Chaswe Nsofwa

2 reti
- Ali Meçabih
- Brahim Ouahid
- Rafik Saïfi
- Abdelhafid Tasfaout
- Bodunha
- Isaac Boelua Lokuli
- Paulão
- Bernard Tchoutang
- Shabani Nonda
- Walter Bakouma
- Abdel Sattar Sabry
- Mido
- Samuel Kuffour
- Souleymane Youla

- Fadel Keïta
- George Weah
- Christopher Wreh
- Khaled Elfallah
- Mutaz Kablan
- Jehad Muntasser
- Daniel Chitsulo
- Brehima Traoré
- Abdelfattah El Khattari
- Tico-Tico
- Benedict Akwuegbu
- Tijani Babangida
- Jay-Jay Okocha
- Yakubu

- Moussa N'Diaye
- Pape Thiaw
- Chernor Mansaray
- Sidique Mansaray
- Delron Buckley
- Khalid Bakhit
- Mujahid Ahmed
- Koffi Kossi
- Moustapha Salifou
- Khaled Badra
- Rotson Kilambe
- Charles Lota
- Harry Milanzi
- Jones Mwewa

1 rete
- Fares Aouni
- Djamel Belmadi
- Yacine Bezzaz
- Isâad Bourahli
- Fadel Settara
- Victor Covilhã
- Felipe Cata Edson
- Sebastião Gilberto
- Joni
- Quinzinho
- Hélder Vicente
- Zico
- Jonas Okétola
- Oumar Barro
- Moumouni Dagano
- Romeo Kambou
- Brahima Korbeogo
- Alain Nana
- Amadou Touré
- Harouna Traoré
- Narcisse Yaméogo
- Patrice Abanda
- Robert Jama Mba
- Lauren
- Pius Ndiefi
- Salomon Olembé
- Luciano Ray Djim
- Mawa Inunu
- Papy Okitankoy Kimoto
- Kanika Matondo
- Michél Mazingu-Dinzey
- Kanku Mulekelayi
- Lwata Mpia
- Bolombo Tokala
- Christ Bongo
- Modeste Eta
- Ulrich Lepaye
- Edson Minga
- Bedel Moyimbouabeka
- George Ngoma Nanitelamio
- Jean-Silvestre N'Keoua
- Mahad Khaireh
- Hared Robleh
- Abdel-Zaher El-Saqqa
- Mohamed Emara
- Samir Kamouna
- Ibrahim Said
- Walid Salah Abdel Latif
- Mohamed Salah Abo Greisha
- Remo Eyoma
- Casiano Mba
- Anteneh Alameraw

- Sentayehu Getachew
- Daniel Cousin
- Daniel Addo
- Ishmael Addo
- Augustine Ahinful
- Charles Akonnor
- Kwame Ayew
- Isaac Boakye
- Emmanuel Duah
- Emmanuel Osei Kuffour
- Yaw Preko
- Titi Camara
- Pablo Thiam
- Ghislain Akassou
- Tchiressoua Guel
- Bonaventure Kalou
- Kandia Traoré
- Gilles Yapi Yapo
- Zéphirin Zoko
- Oliver Makor
- Zizi Roberts
- Frank Seator
- Musa Shannon
- Ahmed Al Masli
- Faisal Bushaala
- Rajab Elharbi
- Khalifa Khalifa
- Khaled Mhemed
- Ruphin Menakely
- Jean-Yves Randriamarozaka
- Etienne Rasoanaivo
- Nathalie Suiverstin
- Patrick Mabedi
- John Maduka
- Jones Nkhwazi
- Dereck Somanje
- Yaya Dissa
- Salem Ould Ely
- Jean-Sebastien Bax
- Jacques-Désiré Périatambée
- Gharib Amzine
- Rachid Benmahmoud
- Bouchaib El Moubarki
- Mustapha Hadji
- Rachid Rokki
- Erastus Gariseb
- Patrick Mkontwana
- Eliphas Shivute
- Julius Aghahowa
- Jonathan Akpoborie
- Garba Lawal
- Hassan Mili
- Julien Nsengiyumva

- Amilcar Ramos
- Celso Pontes
- Cheikh Ba
- Henri Camara
- Pape Seydou Diop
- Khalilou Fadiga
- Philip Zialor
- Mahmadu Alphajor Bah
- Abu Kanu
- Bradley August
- Matthew Booth
- Phil Masinga
- Benni McCarthy
- Siyabonga Nomvethe
- Jabu Pule
- Sibusiso Zuma
- Faroug Jabra
- Edward Jildo
- Khalid Ahmed Elmustafa
- Siza Dlamini
- Ally Abubakari
- John Lungu
- Éric Akoto
- Alfa Potowabawi
- Komlan Amewou
- Komlan Assignon
- Sherif Touré Coubageat
- Jérôme Doté
- Togbe Dovi-Akon
- Salam Kouko
- Atte-Oudeyi Zanzan
- Hassen Gabsi
- Kaies Ghodhbane
- Radhi Jaïdi
- Riadh Jelassi
- Maher Kanzari
- Jamil Kyambadde
- Hassan Mubiru
- Majid Musisi
- Abubaker Tabula
- Dadley Fichite
- Chalwe Kunda
- Dennis Lota
- Andrew Sinkala
- Elijah Tana
- Benjani Mwaruwani
- Luke Jukulile
- Edzai Kasinauyo
- Blessing Makunike
- Master Masiku
- Nqobizitha Ncube

Autoreti
- Patrick Ranaivoson (pro Repubblica del Congo)
- Bilal Sidibé (pro Tunisia)